# Česká konsolidační agentura
Česká konsolidační agentura (ČKA) byla instituce určená k zajišťování hospodářských záměrů vlády a financování strategických projektů v oblasti infrastruktury a životního prostředí.[zdroj?] Vznikla 1. září 2001 podle zákona č. 239/2001 Sb. a zanikla ke dni 31. prosince 2007. Vznikla jako právní nástupce Konsolidační banky Praha.
Šlo o poměrně specifickou a velikou právnickou osobou, která měla přes 1 000[zdroj?] zaměstnanců. Předsedou představenstva se stal Pavel Řežábek, kterého v dubnu 2004 nahradil Zdeněk Čáp. ČKA byla speciálně určena k řešení krizových finančních situací podniků, bank, pojišťoven a dalších institucí v procesu ekonomické transformace. ČKA přebírala problémová aktiva (pohledávky) od komerčních bank s cílem ozdravení portfolia příslušných organizací, na jejichž dobrém fungování měl stát zájem. Pro sanaci nedobytných pohledávek bývá někdy pejorativně označována jako žumpa. V době zániku po instituci zůstal účet ve výši 235 miliard Kč.
ČKA při své činnosti spolupracovala s Evropskou investiční bankou, např. při modernizaci železničních tratí, pří výstavbě dálnic atd. ČKA získávala finanční prostředky pro svoji činnost, v níž převažovaly výdaje nad příjmy, z Fondu národního majetku. Zánik ČKA bez likvidace nastal dne 31. prosince 2007. Právním nástupcem se stal stát, zastoupený ministerstvem financí České republiky, na který přešla veškerá práva a závazky ČKA ke dni jejího zániku.

## Právní postavení
ČKA nebyla bankou ve smyslu příslušných právních předpisů (zákona č. 21/1992 Sb., o bankách), nepřijímala vklady od veřejnosti, ani neplnila žádné jiné obvyklé funkce banky. Byla zvláštní právnickou osobou založenou zákonem, které byl svěřen do správy vymezený státní majetek, mimo jiné též v rámci transformačních procesů převzala portfolio pohledávek Konsolidační banky Praha s.p.ú. tvořené z velké části pohledávkami (původně) za státními podniky z úvěrů poskytnutých a čerpaných do roku 1991 dle právní úpravy odpovídající fungování centrálně plánované ekonomiky. Celou dobu[zdroj?] existence ČKA byl předsedou dozorčí rady ČKA Vlastimil Tlustý (ODS).